# Кишертский автобус
Кишертский автобус — система пригородного пассажирского автотранспорта  Кишертского района Пермского края.

## История автобусного транспорта[1]
Почти что все автобусы эксплуатируются порядка 6—8 лет. В 2013 году был закуплен автобус ПАЗ-32053 на 25 мест, который эксплуатируется на маршруте «Пашево — Кишерть» (через Молёбку).
В связи с уменьшением размера субсидий для МУАП «Кишертскавтотранс» на 1 миллион рублей с 1 января 2015 года введены дополнительные коммерческие рейсы на маршруте «Посад — Сухой Лог — Кишерть», таким образом стоимость проезда от Посада до Кишерти увеличилась на 7 рублей.
С 2015 года пассажирские перевозки в районе осуществляет ИП Немтин Анатолий Данилович. На 01.09.2015 года действует 11 автобусных маршрутов, которые соединяют населенные пункты района с районным центром и железнодорожными станциями . В 2005 году возобновлен один междугородний маршрут Кишерть — Кунгур.
За 2007 год МУАП «Кишертскавтотранс» перевезено 172,06 тыс. пассажиров, пассажирооборот 2540,72 тыс. пас. км. Средняя дальность поездки 15,4 км. Доходы составили 3832,6 тыс. руб., в том числе доходы от перевозок платных пассажиров 2813,8 тыс. руб. Расходы 4124,5 тыс. руб. Убытки от перевозок составили 2981,8 тыс. руб.
Пассажирооборот, выполненный автобусами общего пользования за период с 2002 по 2007 гг. существенно не изменился. При этом показатель пассажирооборота достаточно низок, район по данному показателю занимает из года в год одно из последних мест в крае.
Убыточность работы пассажирского автотранспорта связана с низким уровнем жизни населения, низкой его мобильностью, а также низкой плотностью населения района.
С 1.08.2015 в районе действует новая маршрутная сеть.

## Компания-перевозчик
- До 2015 года — МУАП «Кишертскавтотранс», автопарк расположен по адресу: с. Кишерть, Советская ул., 35Б. Контора находится по адресу: с. Кишерть, Рабочая ул., 12.
- С 2015 года — ИП Немтин Анатолий Данилович. Контора находится по адресу: с. Кишерть, Рабочая ул.,.

## Пригородные маршруты
| Номер маршрута | Маршрут                     |
| -------------- | --------------------------- |
| 101            | Кишерть — Посад — Сухой Лог |
| 102            | Кишерть — Пашёво            |
| 103            | Кишерть — Чёрный Яр — Лёк   |
| 104            | Кишерть — Петрята           |
| 105            | Кишерть — Макарята          |
| 106            | Кишерть — Бырма             |
| 107            | Кишерть — Красный Яр — Меча |
| 108            | Кишерть - Молёбка           |
| 110            | Кишерть — Верхняя Солянка   |
| 111            | Кишерть — Низкое            |

## Марки автобусов
- ПАЗ-32053
- Газель